# Velehrad
Velehrad es una localidad del distrito de Uherské Hradiště en la región de Zlín, República Checa, con una población estimada, a principios del año 2021, de 1153 habitantes. 
Se encuentra ubicada al sur de la región, en la zona más occidental de los montes Cárpatos, al este de Brno, cerca de la orilla del río Morava —un afluente izquierdo del Danubio— y de la frontera con Eslovaquia y con la región de Moravia Meridional.